# Unterseeboot UB-133
Pour les autres navires du même nom, voir Unterseeboot 133.
L'Unterseeboot UB-133 est un sous-marin (U-Boot) allemand de type UB III construit pour la Kaiserliche Marine pendant la Première Guerre mondiale. Achevé après la fin des hostilités, il n’a pas été mis en service dans la marine impériale allemande mais s’est rendu à la Grande-Bretagne, conformément aux exigences de l’armistice avec l’Allemagne. Il fut démantelé à Rochester en 1922.

## Conception
L'UB-133 avait un déplacement de 533 tonnes en surface et de 656 tonnes en immersion. Ses moteurs lui permettaient de naviguer à 13,5 nœuds (25,0 km/h) en surface et à 7,5 nœuds (13,9 km/h) en immersion. Il avait une autonomie de 9090 milles marins (16830 km) à sa vitesse de croisière. L'UB-133 transportait 10 torpilles et était armé d’un canon de pont de 10,5 cm SK L/45. L'UB-133 avait un équipage pouvant compter jusqu’à 3 officiers et 31 hommes.

## Historique des services
L'UB-133 a été construit par Friedrich Krupp Germaniawerft de Kiel. Après un peu moins d’un an de construction, il a été lancé à Kiel le 27 septembre 1918. 